# Gianni Pulone
Giovanni „Gianni“ Pulone (* 4. März 1943 in Rom) ist ein italienischer Schauspieler.

## Leben
Pulone besuchte zu Beginn der 1960er Jahre das Centro Univerio Teatro und machte erste Bühnenerfahrungen. 1967 schloss er das Centro Sperimentale di Cinematografia mit einem Schauspieldiplom ab. Es folgten Bühnenrollen in Stücken von Terenz und Plautus; 1969 bis 1971 war Pulone Ensemblemitglied am Piccolo Teatro di Milano. Daneben war er seit Mitte der 1960er Jahre in Rollen fast immer kleineren Umfangs in über 80 Filmen und Fernsehproduktionen zu sehen, oftmals als Bandenmitglied oder Handlanger, wobei auch Varianten seines Namens angegeben werden. 1968 war er zudem am Drehbuch der Komödie Scusi, lei conosce il sesso? beteiligt. Zwischen 1971 und 1975 hatte er zahlreiche Fernsehengagements und debütierte 1976 als Bühnenregisseur. L'amore di Don Pimperlin e di Belisa nel suo giardin inszenierte er mit sich selbst in der Hauptrolle bei sehr wohlwollenden Kritikerstimmen. Seither inszeniert Pulone regelmäßig und an verschiedenen Spielstätten. 1981 gewann er das 14. Internationale Festival in Sitges.
Von 1997 bis 2006 führte er auch Theaterwerkstätten in Zusammenarbeit mit dem Centro d'ingiene mentale durch.

## Filmografie (Auswahl)
- 1968: Die Banditen von Mailand (Banditi a Milano)
- 1968: Himmelfahrtskommando El Alamein (Commandos)
- 1968: Nackt unter Affen (Eva, la Venere selvaggia)
- 1969: Isabella – Mit blanker Brust und spitzem Degen (Isabella, ducchessa dei diavoli)
- 1970: Bataillon der Verlorenen (Uomini contro)
- 1970: Laßt uns töten, Companeros (Vamos a matar, compañeros)
- 1970: Sartana kommt… (Una nuvola di polvere… un grido di morte… arriva Sartana)
- 1971: Die Diamantenlady (Il diavolo a sette facce)
- 1971: Der Mörder des Klans (Prega il morto e ammazza il vivo)
- 1972: Beichtet Freunde, Halleluja kommt (Il West ti va stretto, amico… è arrivato Alleluja)
- 1972: Bruder Sonne, Schwester Mond (Fratello sole, sorella luna)
- 1972: Das Geheimnis der blutigen Lilie (Perché quelle strane gocce di sangue sul corpo di Jennifer?)
- 1972: Gewalt – die fünfte Macht im Staat (La violenza: quinto potere)
- 1972: Ein Halleluja für Spirito Santo (Un oomo avvisato mezzo ammazzato… Parola di Spirito Santo)
- 1972: Mimi, in seiner Ehre gekränkt (Mimì metallurgico ferito nell’onore)
- 1972: Die Söhne der Dreieinigkeit (I 2 figli dei Trinità)
- 1973: Die Nacht der rollenden Köpfe (Passi di danza su una lama di rasoio)